# Kulob
Kulob (en tadjik : Кӯлоб ; en persan : کولاب ; en russe : Куляб, Kouliab) est une ville de la province de Khatlon, au sud du Tadjikistan. Elle est la troisième ville du pays au regard de la population avec 90 000 habitants.

## Géographie

### Situation
Kulob est construite dans le sud du Tadjikistan, non loin de la frontière afghane, dans la province de Khatlon. La ville est située à une distance de 203 km au sud de la capitale Douchanbé.

## Histoire
Kulob est l'une des plus anciennes villes du pays, avec une histoire débutant il y a plus de 2 700 ans. Centre économique et politique de la région, la ville a été l'une des branches de la route de la soie bénéficiant commercialement de cette jonction est-ouest. Elle fait partie du khanat de Boukhara de 1500 à 1785. En 1750, elle change son nom : Khaton devient Kulob. Elle fait ensuite partie de l'émirat de Boukhara, qui devient un protectorat russe en 1868. Le 21 mars 1921, l'Armée rouge entre à Kulob ou Kouliab qui obtient le statut de ville en 1934 et devient un centre industriel.

## Économie
Kulob est une ville industrielle et un centre de la filière du coton dans le pays.
L'aéroport de Kulob est desservi par la compagnie aérienne tadjike Tajik Air. La ville est reliée par le rail depuis 1998.
La ville aussi abrite une université d'État.

## Personnalité
- Emomalii Rahmon (1952-), personnalité politique tadjik président du Tadjikistan depuis 1992.